# Baldassare Galuppi

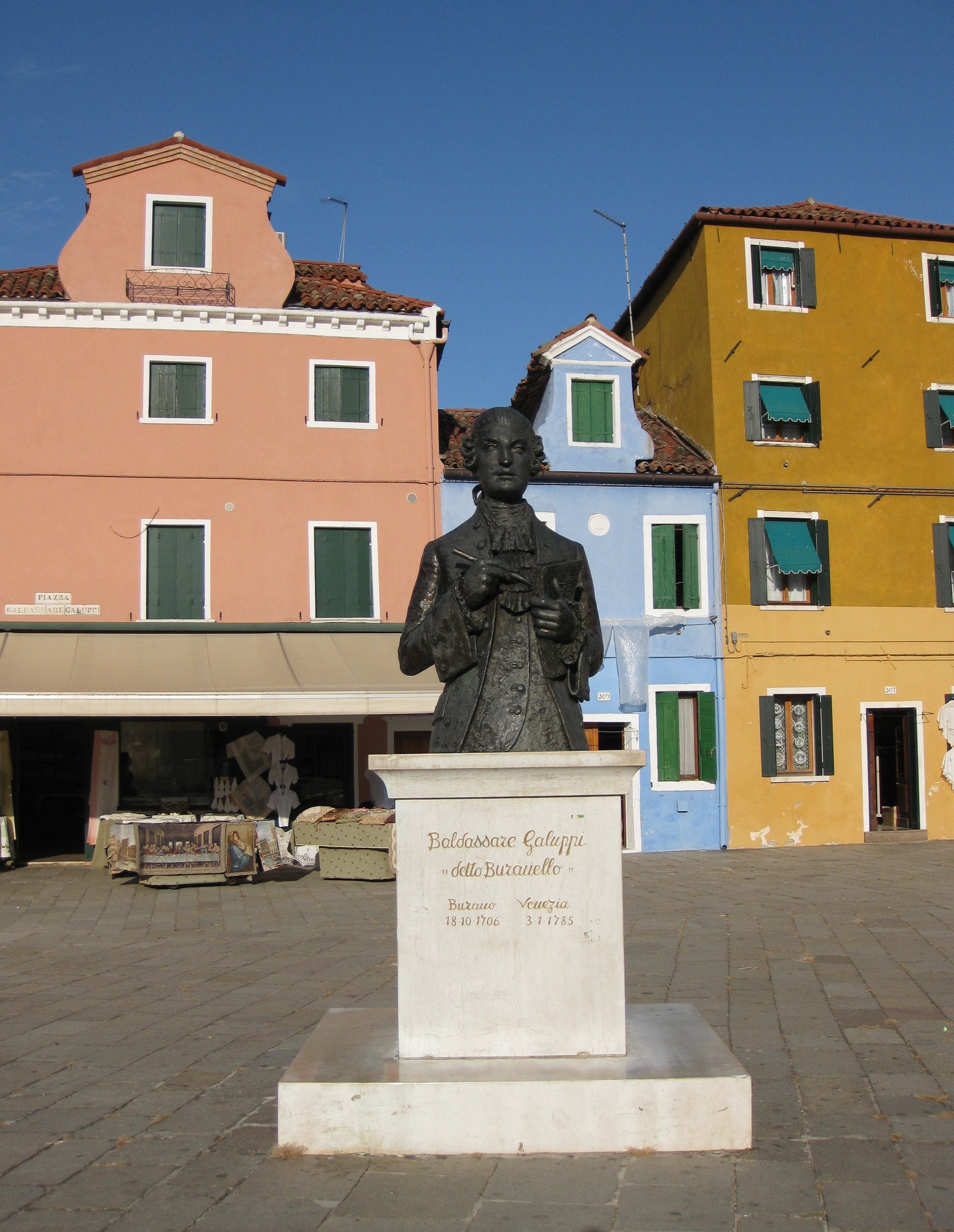
Monumento a Galuppi en Burano.

Baldassare Galuppi o españolizado Baltasar Galuppi (Burano, 18 de octubre de 1706-Venecia, 3 de enero de 1785) fue un compositor veneciano, famoso por sus óperas, principalmente en el campo de la ópera bufa.

## Biografía
Nació en Burano, isla de la laguna de Venecia, de ahí que fuera conocido como Il Buranello.
Su primer intento de ópera, La fede nell'incostanze ossia gli amici rivali (1722), fue un fracaso. Posteriormente estudió música con Antonio Lotti y, después de un breve periodo en Florencia, donde trabajó como clavicordista, regresó a Venecia para intentarlo una vez más con la ópera. Esta vez, su ópera Dorinda (1729) se estrenó con gran éxito e impulsó la carrera de Galuppi. En 1737 presentó en Turín su ópera Issipile.
En 1740 fue nombrado director de música del Ospedale dei Mendicanti. Trabajó en San Marco de Venecia desde 1748, ejerciendo de maestro de capilla, lo que le valió ser considerado el mejor músico de la zona. La mayor parte de su vida la pasó en Venecia, aunque desde 1741 hasta 1743 permaneció en Londres y desde 1765 hasta 1768 viajó a San Petersburgo para ponerse a disposición de Catalina II de Rusia.
En 1747, estrenó en Milán su ópera seria L'Olimpiade y en 1748 Demetrio en Viena. En 1749 estrenó en Madrid su ópera seria Demofoonte; Semiramide riconosciuta en Milán y Artaserse en Viena.
Su primera ópera bufa fue L'Arcadia in Brenta (1749). Esta también fue su primera colaboración con el libretista Carlo Goldoni, con quien produjo después varias óperas. Estos trabajos fueron muy populares, particularmente Il filosofo di campagna (1754). El libreto de Goldoni, Il mondo della luna, fue posteriormente usado por un gran número de otros compositores, incluidos Joseph Haydn.
En Turín estrenó la ópera Ezio (1757) y su ópera seria La clemenza di Tito (1760).

## Principales óperas
- Dorinda, estrenado el 9 de junio de 1729 en el Teatro San Samuele (Venecia).
- Issipile, libreto de Metastasio, dramma per musica estrenado el 26 de diciembre de 1737 en el Teatro Regio de Turín.
- Gustavo primo re di Svezia (Gustavo I, rey de Suecia), dramma per musica en 3 actos, libreto de Carlo Goldoni, estrenada el 25 de mayo de 1740, en Venecia en el Teatro San Samuele.
- Didone abbondonata, libreto de Metastasio), dramma per musica estrenado el 26 de diciembre de 1740 en Módena.
- Oronte, re de' Sciti (Oronte, rey de los Escitas), dramma per musica en 3 actos, libreto de Carlo Goldoni, estrenada el 26 de diciembre de 1740, en Venecia en el Teatro Grimani di San Giovanni Grisostomo.
- Scipione in Cartagine (Escipión en Cartago), estrenado en marzo de 1742 en Londres, King's Theatre en el Haymarket
- L'olimpiade, libreto de Metastasio, dramma per musica estrenado el 26 de diciembre de 1747 en Milán, en el Teatro Regio Ducal.
- Demetrio, libreto de Pietro Metastasio, estrenado el 16-27 de octubre de 1748 en el Theater nächst der Burg (Viena).
- Artaserse, dramma per musica en 3 actos, libreto de Pietro Metastasio, estrenada el 27 de enero de 1749 en el Theater nächst der Burg (Viena).
- Semiramide riconosciuta, libreto de Metastasio, dramma per musica estrenado el 25 de enero de 1749 en Milán, en el Teatro Regio Ducal.
- L'Arcadia in brenta, libreto de Carlo Goldoni, estrenado el 14 de mayo de 1749 en el Teatro S. Angelo (Venecia).
- Demofoonte, libreto de Metastasio, dramma per musica estrenado el 18 de diciembre de 1749 en Madrid, en el Buen Retiro; una segunda versión se estrenó en junio de 1758 en Padua, Teatro Nuovo.
- Il mondo della luna, dramma giocoso en 3 actos, libreto de Carlo Goldoni, estrenado el 29 de enero de 1750, en Venecia, en el Teatro San Moisè.
- Il conte Caramella, libreto de Carlo Goldoni, estrenado en otoño de 1751 en Venecia
- L'eroe cinese, libreto de Pietro Metastasio, 1753
- Il filosofo di campagna, libreto de Carlo Goldoni, 1754
- Le nozze, libreto de Carlo Goldoni, dramma giocoso estrenado el 14 de septiembre de 1755 en Bolonia, Formagliari; estrenado como Le nozze di Dorina en 1759 en Perugia.
- Ezio, libreto de Pietro Metastasio, dramma per musica estrenado el 22 de enero de 1757 en Milán, en el Teatro Regio Ducal.
- L'amante di tutte,  1760, estrenada el 15 de noviembre de 1760 en el Teatro San Moisè (Venecia).
- La clemenza di Tito, libreto de Metastasio, dramma per musica estrenado en el carnaval de Venecia de 1760, Teatro S. Salvatore.
- Il marchese villano, estrenado el 2 de febrero de 1762 en el Teatro San Moisè (Venecia).
- Il re pastore, libreto de Metastasio, dramma per musica estrenado el la primavera de 1762 en Parma, en el Teatro Ducal.
- L'inimico delle donne, opera en 3 actos, libreto de Giovanni Bertati basado en "Zon-zon, principe di Kibin-kan-ka" de Giovanni Gazzaniga, estrenado en la primavera de ????,[¿cuándo?] en Venecia, en el Teatro San Samuele.